# Мариупольское месторождение железной руды
Мариупольское месторождение железной руды — залежи железной руды в юго-западной части города Мариуполя. Месторождение открыто в 1962 году.

## Общая характеристика
Состоит из 6 участков: Демьяновского, Первомайского, Северного, Дзержинского, Юрьевского, Ялтинского. Общая площадь месторождения составляет 300 км[уточнить]. Руды представлены железистыми кварцитами, залегающими среди гнейсов, гранитоидов, известняков и других пород. Рудные залежи залегают на глубине от 80-100 м (около 5 м) до 500—600 м, протяжённость их от сотен метров до нескольких километров, мощность — от 10 м до 145 м. Содержание железа в рудах составляет около 30 %, магнетитового железа — 20-25 %. Руды месторождения легкообогащаемые, могут быть переработаны методом мокрой магнитной сепарации на концентрат с содержанием железа около 70 %.